# Questa ersei
Questa ersei är en ringmaskart som beskrevs av Clara Octavia Jamieson och Webb 1984. Questa ersei ingår i släktet Questa och familjen Questidae. Inga underarter finns listade i Catalogue of Life.